# هارييت ميتكالف
هارييت ميتكالف (بالإنجليزية: Harriet Metcalf)‏ هي مجدفة أمريكية، ولدت في 25 مارس 1958 في بروفيدنس في الولايات المتحدة.

## وصلات خارجية
- هارييت ميتكالف على موقع الاتحاد الدولي للتجديف (الإنجليزية)
- هارييت ميتكالف على موقع اللجنة الأولمبية الدولية (الإنجليزية)
- هارييت ميتكالف على موقع أوليمبيديا (الإنجليزية)